# Patrick McMahon
Pour les articles homonymes, voir MacMahon.
Patrick McMahon, né le 24 août 1796 possiblement à Abbeyleix et mort le 3 octobre 1851 à Québec, est un ecclésiastique irlando-canadien. Ayant immigré au Bas-Canada en 1817, il est l'un des principaux bâtisseurs de la communauté irlandaise de Québec.

## Biographie
Après des études classiques en Irlande, Patrick McMahon immigre au Bas-Canada en 1817 avec des membres de sa famille. Il enseigne l'anglais au collège de Saint-Hyacinthe tout en étudiant pour devenir prêtre. Il est ordonné le 6 octobre 1822 en la basilique-cathédrale Notre-Dame de Québec. Il est nommé vicaire pour cette paroisse où les anglophones sont de plus en plus nombreux. De 1825 à 1828, il est affecté à la mission de Saint-Jean au Nouveau-Brunswick.
À son retour à Québec, on s’affaire à construire une première église catholique anglophone, l'église Saint-Patrick de Québec. McMahon y célèbre la première messe le 7 juillet 1833.

## Hommages
- 1876 : La rue Sainte-Hélène est renommée McMahon en sa mémoire[1].

- Une plaque "Ici vécut" de la ville de Québec est présente au 6 rue Stanislas, en son honneur, pour indiquer son ancien lieu de résidence.